# Elecciones municipales de 2023 en la provincia de Segovia

IU: 1 alcalde
PSOE: 44 alcaldes
PCAS-TC: 1 alcalde
Independientes: 14 alcaldes
Centrados: 1 alcalde
Cs: 1 alcalde
PP: 161 alcaldes
VOX: 3 alcaldes

Las elecciones municipales de 2023 en la provincia de Segovia se celebraron el día 26 de mayo en la totalidad de municipios y ELM de la provincia, a excepción de Cabezuela donde la falta de candidatos obligó a posponerlas al 26 de noviembre.

## Resultados en número de alcaldes
En la siguiente tabla se muestran los resultados en número de alcaldes en la provincia, incluyendo a las Entidades Locales Menores:

### 26 de Mayo
| Partido        | Alcaldes salientes | Alcaldes electos | Diferencia |
| PP             | 141                | 161              | 20         |
| PSOE           | 66                 | 44               | 22         |
| Vox            | 3                  | 3                | -          |
| IU             | 4                  | 1                | 3          |
| Cs             | 2                  | 1                | 1          |
| PCAS           | 1                  | 1                | -          |
| Centrados      | 1                  | 1                | -          |
| Independientes | 8                  | 13               | 5          |
| -------------- | ------------------ | ---------------- | ---------- |

### 26 de Noviembre
Tenidas lugar únicamente en Cabezuela, tras la posposición en mayo ante la falta de candidatos.
| Partido        | Alcaldes salientes | Alcaldes electos | Diferencia |
| PSOE           | 1                  | 0                | 1          |
| Independientes | 0                  | 1                | 1          |
| -------------- | ------------------ | ---------------- | ---------- |

## Alcaldes salientes y alcaldes electos en municipios de más de 1.000 habitantes
| Municipio                   | Población (2023) | Alcalde saliente                   | Partido | Alcalde electo o reelecto          | Partido       |
| Segovia                     | 51.011           | Clara María Martín García          | PSOE    | José Mazarías Pérez                | PP            |
| El Espinar                  | 9.814            | Javier Figueredo Soto              | PP      | Javier Figueredo Soto              | PP            |
| Cuéllar                     | 9.814            | Carlos Fraile de Benito            | PSOE    | Carlos Fraile de Benito            | PSOE          |
| Palazuelos de Eresma        | 5.830            | Jesús Nieto Martín                 | PP      | Jesús Nieto Martín                 | PP            |
| Real Sitio de San Ildefonso | 5.183            | Samuel Alonso Llorente             | PSOE    | Samuel Alonso Llorente             | PSOE          |
| La Lastrilla                | 4.559            | Elisabet Lázaro Gil                | PP      | Elisabet Lázaro Gil                | PP            |
| Cantalejo                   | 4.559            | Javier de Lucas Sanz               | Vox     | Ana Rosa Zamarro San Atanasio      | PP            |
| San Cristóbal de Segovia    | 3.152            | Óscar Benito Moral                 | PP      | Óscar Benito Moral                 | PP            |
| Nava de la Asunción         | 3.152            | Juan José Maroto Sáez              | PSOE    | Juan José Maroto Sáez              |               |
| Carbonero el Mayor          | 3.152            | María Ángeles García Herrero       | PP      | María Ángeles García Herrero       | PP            |
| Riaza                       | 2.150            | Benjamín Cerezo Hernández          | PP      | Benjamín Cerezo Hernández          | PP            |
| Coca                        | 1.741            | Mariano Jesús Herrero Llorente     | PSOE    | Fernando Aceves González           | PP            |
| Hontanares de Eresma        | 1.601            | Javier García García               | PP      | Javier García García               | PP            |
| Espirdo                     | 1.543            | María del Socorro Cuesta Rodríguez | PP      | María del Socorro Cuesta Rodríguez | PP            |
| Villacastín                 | 1.543            | Julio César Sánchez Jiménez        | Vox     | Julio César Sánchez Jiménez        | Vox           |
| Torrecaballeros             | 1.454            | Rubén García de Andrés             | PSOE    | Rubén García de Andrés             | PSOE          |
| Cantimpalos                 | 1.364            | Amador Álvarez de Frutos           | PSOE    | Inés Escudero Herrero              | PP            |
| Navas de Oro                | 1.272            | Victorino Rubio Escolar            | PSOE    | Raúl Vela López                    | Independiente |
| Valverde del Majano         | 1.152            | Jesús Javier Lucía Marugán         | PSOE    | Olga Llorente Tabanera             | PP            |
| Ayllón                      | 1.124            | María Jesús Sanz Tomé              | PSOE    | Rosalía Martín Pérez               | PP            |
| Trescasas                   | 1.103            | Borja Lavandera Alonso             | PSOE    | Borja Lavandera Alonso             | PSOE          |
| Bernuy de Porreros          | 1.059            | María Yolanda Benito Muñoz         | PSOE    | Adolfo Santamaría Luciañez         | PP            |
| Navalmanzano                | 1.040            | Pablo Ángel Torrego Otero          | PSOE    | Pablo Ángel Torrego Otero          | PSOE          |
| Sanchonuño                  | 1.012            | Carlos Enrique Fuentes Pascual     | PP      | Carlos Enrique Fuentes Pascual     | PP            |
| Turégano                    | 1.004            | Juan Montes Sacristán              | PP      | Juan Montes Sacristán              | PP            |
| Sepúlveda                   | 1.001            | Ramón López Blázquez               | PSOE    | María Irene Michelena              | PP            |
| --------------------------- | ---------------- | ---------------------------------- | ------- | ---------------------------------- | ------------- |

## Elección de la Diputación Provincial

Distribución de la Diputación tras las elecciones municipales de 2023

En la Diputación Provincial de Segovia, de acuerdo con el Título V de la Ley Orgánica 5/1985, de 19 de junio, del Régimen Electoral General los diputados provinciales son electos indirectamente por los concejales. Por la población de la provincia, la Diputación de Segovia está integrada por 25 diputados.
Actúan como circunscripciones electorales para la elección de diputados los Partidos Judiciales existentes en 1979, y a cada Partido Judicial le corresponde elegir el siguiente número de diputados:
| Partido político                                | Votos  | %      | Diputados |
| ----------------------------------------------- | ------ | ------ | --------- |
| Partido Popular de Castilla y León (PPCyL)      | 33.465 | 38,72% | 15        |
| Partido Socialista de Castilla y León (PSOECyL) | 30.609 | 35,42% | 8         |
| VOX (VOX)                                       | 7.367  | 8,52%  | 1         |
| Izquierda Unida de Castilla y León (IUCyL)      | 4.240  | 4,91%  | 1         |

### Distribución de escaños por partidos judiciales
| Partido judicial             | PP | PSOE | Vox | IU | Diputados |
| ---------------------------- | -- | ---- | --- | -- | --------- |
| Cuéllar                      | 3  | 1    |     |    | 4         |
| Riaza                        | 1  |      |     |    | 1         |
| Santa María la Real de Nieva | 2  | 1    |     |    | 3         |
| Segovia                      | 8  | 5    | 1   | 1  | 15        |
| Sepúlveda                    | 1  | 1    |     |    | 2         |
| Total                        | 15 | 8    | 1   | 1  | 25        |